# Vivès

Localización de Vivès en el Vallespir.

Vivès (en catalán Vivers) es una localidad y comuna francesa situada en el departamento de Pirineos Orientales y la región de Occitania, en una zona de transición entre las comarcas del Rosellón y del Vallespir. Tenía 163 habitantes en 2007.
Sus habitantes reciben el gentilicio de Vivèrencs.
Administrativamente, pertenece al distrito y al cantón de Céret.

## Geografía
Vivès se sitúa al sureste de la región natural de los Aspres, y en ocasiones se la ubica en la comarca del Vallespir. Se localiza en la carretera que conecta Saint-Jean-Pla-de-Corts con Llauro.
La comuna de Vivès limita con Llauro, Passa, Saint-Jean-Pla-de-Corts, Céret y Oms.

## Historia
- La iglesia parroquial Saint-Michel es mencionada en el siglo XIII.
- Pueblo aparentemente fortificado.

## Demografía
| 68 | 73 | 58 | 60 | 75 | 128 |
| Para los censos de 1962 a 1999 la población legal corresponde a la población sin duplicidades (Fuente: INSEE [Consultar]) |    |    |    |    |     |

## Lugares y monumentos

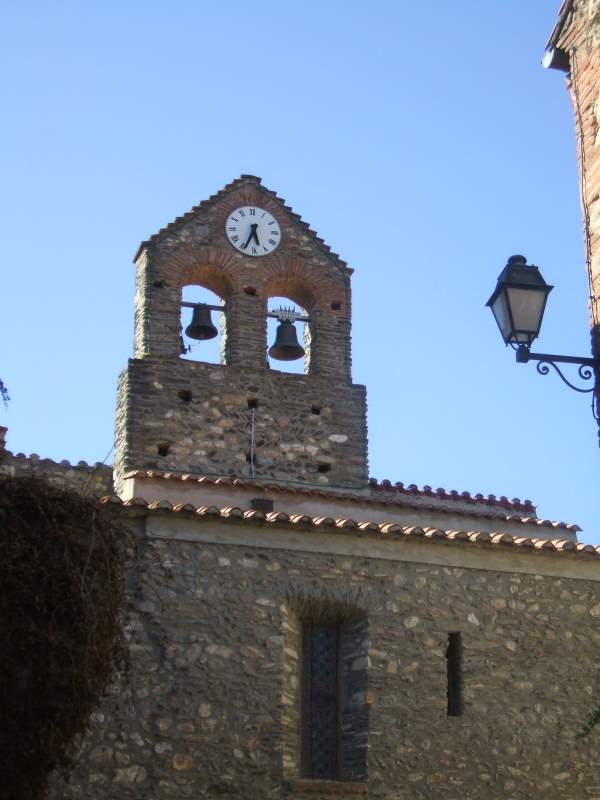
Campanario de la iglesia.

- La iglesia parroquial Saint-Michel de Vivès se remonta al siglo XII. Está compuesta de una nave única terminada por un ábside semicircular, al igual que varias iglesias románicas de la región. El edificio está coronado por un pintoresco campanario de ladrillo.
- El interior conserva varias obras medievales, como una Virgen y el Niño (siglo XIV) y un Cristo románico.